# ジョフロワ (ナント伯)
ジョフロワ6世・ダンジュー（フランス語：Geoffroy VI d'Anjou, 1134年6月1日 - 1158年7月27日）は、ナント伯及びメーヌ伯（在位：1156年 - 1158年）。ジェフリー・フィッツエンプレス（英語：Geoffrey FitzEmpress）ともよばれる。アンジュー伯ジョフロワ5世とマティルダ・オブ・イングランドの息子で、兄弟にイングランド王ヘンリー2世やポワチエ伯ギヨームがいる。

## 生涯
ジョフロワ6世は、マティルダ・オブ・イングランドとアンジュー伯ジョフロワ5世の次男である。マティルダは無政府時代にイングランド王位を主張した。難産で生まれ、母マティルダは一時期瀕死となった。
父ジョフロワ5世は遺言で、長男ヘンリーがイングランド王となった場合には次男のジョフロワをアンジュー伯およびメーヌ伯とすると定めた。同時に、父はジョフロワにシノン、ルダン、ミルボーおよびモンソローの城を与えた。父ジョフロワの遺体は、長男ヘンリーがこの遺言の内容を承諾するまで埋葬されなかった。この話は同年代のトゥールの短い年代記にのみ記されている。W. L. Warrenは、この話はジョフロワによるでっち上げであるとしている。しかしThomas K. Keefeはジョフロワ4世の遺言が真実でないとする信頼できる根拠がなく、ヘンリーがアンジュー伯領を奪ったと考えられる、とした。
1152年3月、ジョフロワはアリエノール・ダキテーヌを誘拐しようと画策した。アリエノールはフランス王ルイ7世との結婚が解消し、ボージャンシーからポワチエに向かっていた。あらかじめ警告を受け、アリエノールはこの罠から逃れた。ジョフロワはポール＝ド＝ピルのクルーズ川のそばで待ち伏せし、誘拐が成功したらアリエノールと結婚するつもりであった。6月に、ジョフロワの兄ヘンリーとアリエノールがルイが知らないうちに結婚したことに対して、ルイ7世がノルマンディーを攻めた時、ジョフロワはルイ7世とその弟ドルー伯ロベール1世、そしてシャンパーニュ伯アンリ1世およびブロワ伯ティボー5世の兄弟と同盟を結んだ。もし成功すれば、ルイ7世らは5人でヘンリーとアリエノールの領地を分けるつもりであった。
1153年もしくは1154年にブロワ伯ティボー5世はトゥーレーヌを占領したが、兄ヘンリーはトゥーレーヌを自身の領土と認識していた。ジョフロワらは捕らえられ、ティボー5世はヘンリー2世に、自分たちの自由を保証するためショーモン＝シュル＝ロワールの城の破壊を要求した。1154年10月にスティーブン王が死去し、同年12月にジョフロワは兄ヘンリーとアリエノールに同行してイングランドに渡り、ヘンリーはイングランド王として戴冠した。
1156年夏、ジョフロワは兄ヘンリー2世と再びもめ事を起こした。ヘンリーはシノン、ミルボー、ルダンおよびモンソローの城を包囲した。ジェフリーはそれらを譲ることを余儀なくされたが、いくつかの史料によると、彼はルダンを維持することができたという。ヘンリー2世はジョフロワに他の2つの城のために年1,500ポンドの年金を与えた。その包囲が終わった直後、ナントの人々はコルヌアイユ家のオエル3世をナント伯位から退位させ、次のナント伯として誰を招くべきかヘンリー王に尋ねた。そこで彼はジョフロワを提案し、受け入れられた。ジョフロワの死後、ナント伯領はブルターニュ公コナン4世に占領され、その後ヘンリー2世に譲り渡された。
ジョフロワは1158年にナントで突然死去した。